# Choristopterella stenocera
Choristopterella stenocera (лат.) — ископаемый вид перепончатокрылых насекомых из семейства Anomopterellidae (Evanioidea). Обнаружены в юрских отложениях Центральной Азии (около 160 млн лет; келловейский ярус, Карабастауская свита, Каратау, Чимкентская область, Казахстан). Типовой вид рода Choristopterella.

## Описание
Мелкие наездники: длина тела около 2,5 мм, длина переднего крыла около 2 мм. Ячейка cu-a постфуркальная.
Переднее крыло с жилкой Rs+M не достигающей 1m-cu. Переднеспинка короткая. Проподеум очень короткий и брюшко прикрепляется к его вертикальной поверхности.
Мезонотум с поперечными килями. Передние крылья с широкой костальной областью. Жилка 2r-rs соединяется с птеростигмой около 2r-rs; развиты 3r-m и две ячейки mcu. Первый метасомальный сегмент базально суженный. Яйцеклад короткий.
Вид был впервые описан по отпечаткам в 1975 году советским и российским палеоэнтомологом Александром Павловичем Расницыным (ПИН РАН, Москва) под первоначальным названием Anomopterella stenocera Rasnitsyn, 1975. В отдельный род Choristopterella вид был выделен в 2013 году. Родовое название происходит от сочетания слов «choristos» (отдельный; так как Rs+M отделена от 1m-cu) и имени рода Anomopterella.